# 雷阿尔蒙
雷阿尔蒙（法語：Réalmont，法語發音：[ʁealmɔ̃]），又称雷阿勒蒙，是法国奥克西塔尼大区塔恩省的一个市镇，属于阿尔比区。

## 地理
雷阿尔蒙（43°46'35"N, 2°11'23"E）面积14.33 平方千米，位于法国奧克西塔尼大區塔恩省，该省份为法国南部内陆省份，北起顺时针与阿韦龙省、埃罗省、奥德省、上加龙省和塔恩-加龙省接壤。
与雷阿尔蒙接壤的市镇（或旧市镇、城区）包括：隆贝尔、圣热内斯德孔泰斯、韦内斯、泰尔德邦卡列。

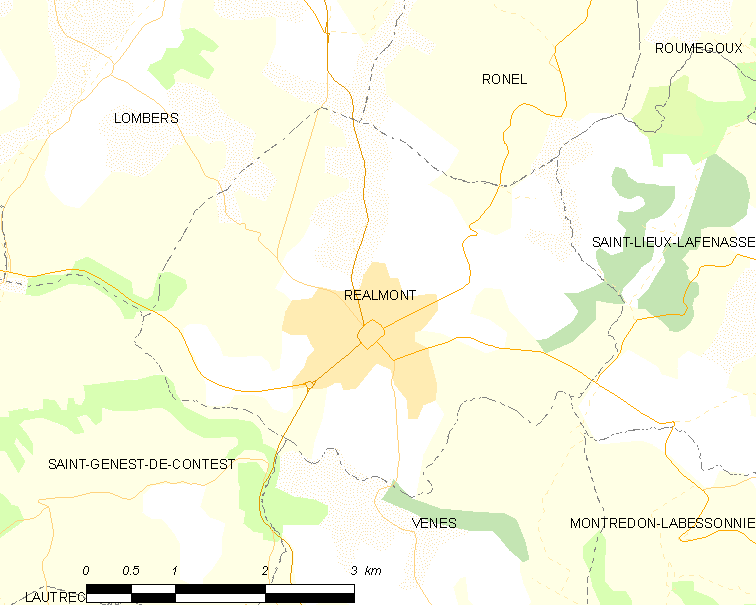
雷阿尔蒙的OSM定位图

雷阿尔蒙的时区为UTC+01:00、UTC+02:00（夏令时）。

## 行政
雷阿尔蒙的邮政编码为81120，INSEE市镇编码为81222。

## 政治
雷阿尔蒙所属的省级选区为上达杜县。

## 人口

1962-2008年间雷阿尔蒙人口变化图示

雷阿尔蒙于2022年1月1日时的人口数量为3542人。